# Haloperidol
Haloperidol je tipični antipsihotik. On pripada butirofenonskoj klasi antipsihotičnih lekova i ima farmakološko dejstvo slično fenotiazinima.
Haloperidol je jedan od starijih antipsihotika koji se koristi za lečenje shizofrenije i za tretman akutnih psihoznih stanja i delirijuma. Dugotrajni dekanoatni estar se koristi kao injekcija koja se daje svake 4 nedelje ljudima sa šizofrenijom ili srodnim bolestima, koji imaju istoriju neredovnog uzimanja leka a pate od čestih recidiva bolesti, ili da bi se prevazišli drugi problemi sa oralnim doziranjem. U nekim zemljama ovaj tretman može da bude prinudan.
Haloperidol se prodaje pod imenima: Aloperidin, Bioperidolo, Brotopon, Dozic, Duraperidol (Nemačka), Einalon S, Eukystol, Haldol, Halosten, Keselan, Linton, Peluces, Serenace, Serenase, i Sigaperidol.

## Istorija
Haloperidol je otkrio Pol Jansen. Njega je razvila belgijska kompanija Janssen Pharmaceutica 1958, i prva klinička ispitivanja su započela u Belgiji iste godine. FDA ga je odobrila 1967. godine.

## Farmakologija
Haloperidol je butirofenonski antipsihotik. Usled njegovog jakog centralnog antidopaminergičkog dejstva, on se klasifikuje kao visoko potentni neuroleptik. On je približno 50 puta potentniji nego hlorpromazin (Torazin). Haloperidol ima snažno dejstvo u suzbijanju deluzija i halucinacija, najverovatnije usled efektivne blokade dopaminergičnih receptora mezokorteksa i limbičkog sistema mozga. On blokira dopaminergičko dejstvo u nigrostrijatalnim putevima, što je verovatan razlog za visoku učestalost ekstrapiramidalno-motornih nuspojava (distonije, akatizija, pseudoparkinsonizam). On ima u manjoj meri antihistaminska i antiholinergička svojstva, i stoga uzrokuje kardiovaskularne i antiholinergične nuspojave poput hipotenzije, suvih usta, konstipacije, itd. mnogo češće nego manje potentni neuroleptici kao što je hlorpromazin. Haloperidol takođe ima sedativne osobine.
Periferni antidopaminergični efekti haloperidola su razloga za njegovo jako antiemetičko dejstvo. U ovom slučaju on deluje na hemoreceptorsku pobuđivačku zonu. Haloperidol je koristan za lečenje nekoliko formi mučnine/povraćanja, kao što su posledice hemoterapije. Periferno dejstvo isto tako dovodi do relaksacije gastričnih sfinkter mišića, i povišenog oslobađanja hormona prolaktina, sa mogućom pojavom uvećanja grudi i sekrecije mleka (galaktoreja) kod oba pola.

## Literatura
- Healy David (1996). The psychopharmacologists. 1. London: Chapman and Hall. ISBN 978-1-86036-008-4.

## Spoljašnje veze
Mediji vezani za članak Haloperidol na Vikimedijinoj ostavi

- Haloperidol
- „WHO Model List of Essential Medicines” (PDF) (16. изд.). World Health Organization. 2010. Приступљено 14. 9. 2010.
- Informacija o leku